# Лай Цінде
Лай Цінде (кит.: 賴清德; піньїнь: Lài Qīngdé), також відомий під іменем Вільям Лай (англ. William Lai нар. 6 жовтня 1959) — тайванський політик, 8-й Президент Республіки Китай. Був мером міста Тайнань до 7 вересня 2017 року. Став мером 25 грудня 2010 року після того, як муніципалітет був створений в результаті злиття муніципалітетів Тайнань і повіту Тайнань. Був також депутатом у законодавчому Юані з 1999 по 2010 рік. Прем'єр-міністр Китайської Республіки від 8 вересня 2017 до 14 січня 2019 року.
24 листопада 2018 року він оголосив про намір піти у відставку з прем'єрського поста після значної поразки Демократичної прогресивної партії у місцевих виборах, та власне пішов у відставку 14 січня 2019, після чого його посаду зайняв Су Чженьчан. Лай висувався проти Цай Інвень у президентських праймеріз ДПП 2019 року, програв, та висувався як віцекандидат разом із Цай Інвень на президентських виборах 2020 року, де вони перемогли. У квітні 2023, Лай був висунутий як кандидат у президенти у виборах 2024 року від Демократичної прогресивної партії.

## Біографія
Народився у Ваньлі, сільському прибережному містечку в північній частині округу Тайбей (тепер Новий Тайбей) 6 жовтня 1959, навчався в школі міста Тайбей і в Національному університеті Ченг Кунг в місті Тайнань. Також навчався в Національному університеті Тайваню в Тайбеї, де спеціалізувався на реабілітації. Пізніше навчався в Гарвардській школі охорони здоров'я (США) на ступінь магістра в галузі громадської охорони здоров'я, зі стажуванням при лікарні Національного університету Ченг Кунг. Став експертом по ушкодженнях спинного мозку і працював національним консультантом для таких травм.

## Національні збори таЗаконодавчий юань
Брав участь у діяльності групи підтримки для Чен Дінг-Нана під час його невдалої виборчої кампанії на посаду губернатора провінції Тайвань у 1994 році. Після того Лай вирішив зайнятися політикою власноруч. Наступна можливість для обрання в Національний орган була в 1996 році, і Лай переміг у рідному окрузі Тайнань. Молодий політик балотувався як кандидат до Законодавчого Юаню, представляючи Демократичну прогресивну партію (другий округ міста Тайнань). Після успіху на цих виборах, тричі переобирався у 2001, 2004 та 2008 роках. Був депутатом 11 років, чотири рази отримав титул «найкращого законодавця».

## Мер Тайнаню

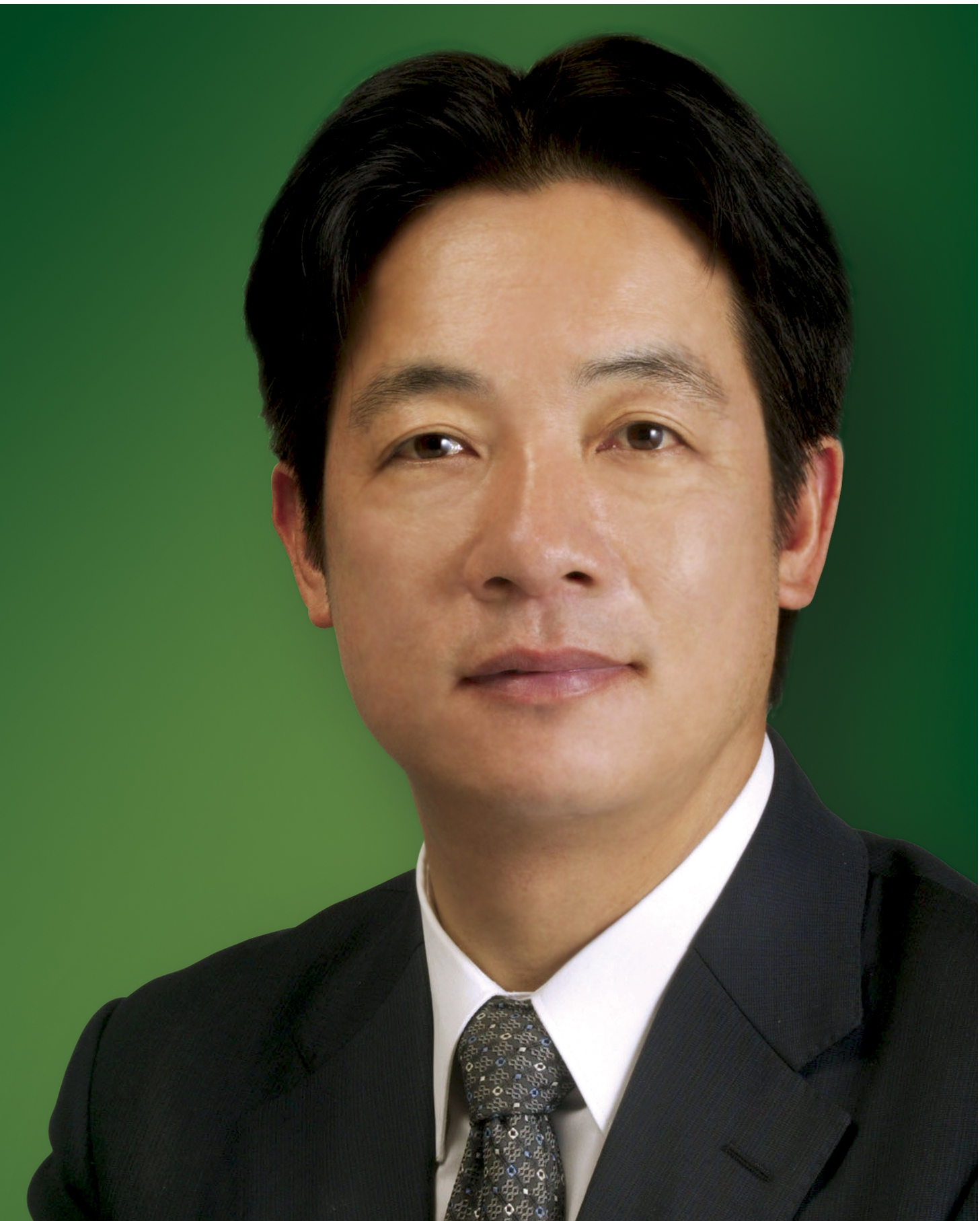
Лай Цінде на посаді мера Тайнаню (2017)

### Муніципальні вибори 2010 року
З 2010 року під час реорганізації муніципальних утворень в Тайвані, Тайнань і його район були об'єднані в єдиний муніципалітет, Тайнань. Вільям Лай пройшов відбір на праймеріз Демократичної прогресивної партії (ДПП) в січні 2010 року та висунувся як кандидат. 27 листопада 2010 року набрав 60,41 %, та переміг кандидата від Гоміндану,. Обійняв посаду 25 грудня 2010 року.

### Муніципальні вибори 2014 року
Вирішив переобратися 29 листопада 2014 року, та переміг з відривом 45 %, що стало найбільшою перемогою в будь-яких муніципальних виборах.

## Прем'єр-міністр
Президент Китайської Республіки Цай Інвень 5 вересня 2017 року оголосила про призначення прем'єр-міністром Вільяма Лая. Рішення набуло чинності 8 вересня 2017.
Лай вперше виступив як прем'єр-міністр у Законодавчих зборах 26 вересня, де він заявив: "Я політичний діяч, який виступає за незалежність Тайваню", але "ми вже є незалежною суверенною державою, яка називається Китайська Республіка. Нам не потрібна окрема декларація про незалежність". Лай, схоже, пом'якшив свою позицію щодо незалежності Тайваню, особливо коли в червні 2017 року запропонував ідею "бути близькими до Китаю, але любити Тайвань" . Він також не висловив бажання балотуватися проти Цай Інвень на президентських виборах 2020 року. 28 вересня "Нова партія" закликала ГМДТ приєднатися до неї і подати офіційну скаргу на прем'єра за заколот.
У жовтні 2017 року повідомлялося, що Лай отримав схвалення 68,8 відсотка респондентів під час опитування, тоді як 23 відсотки висловили незадоволення. 20 жовтня Лай у відповідь на коментарі Генерального секретаря Сі Цзіньпіна щодо політики одного Китаю і консенсусу 1992 року на 19-му Національному з'їзді Комуністичної партії Китаю заявив, що уряд Тайваню, слідуючи вказівкам Цай Інвень, виконає свою обіцянку не змінювати статус-кво між двома сусідами і не поступатися перед тиском з боку Пекіна, який здійснюється у формі військового залякування і міжнародної блокади.
У листопаді 2018 року Лай подав президенту заяву про відставку після того, як правляча партія зазнала поразки на місцевих виборах. Лай погодився залишитися на посаді, щоб допомогти стабілізувати уряд, поки загальний бюджет не був затверджений Законодавчим юанем у січні 2019 року. Кабінет Лая пішов у відставку 11 січня 2019 року, а новим прем'єр-міністром було призначено Су Цен-чана.

## Віцепрезидентство (2020–2024)

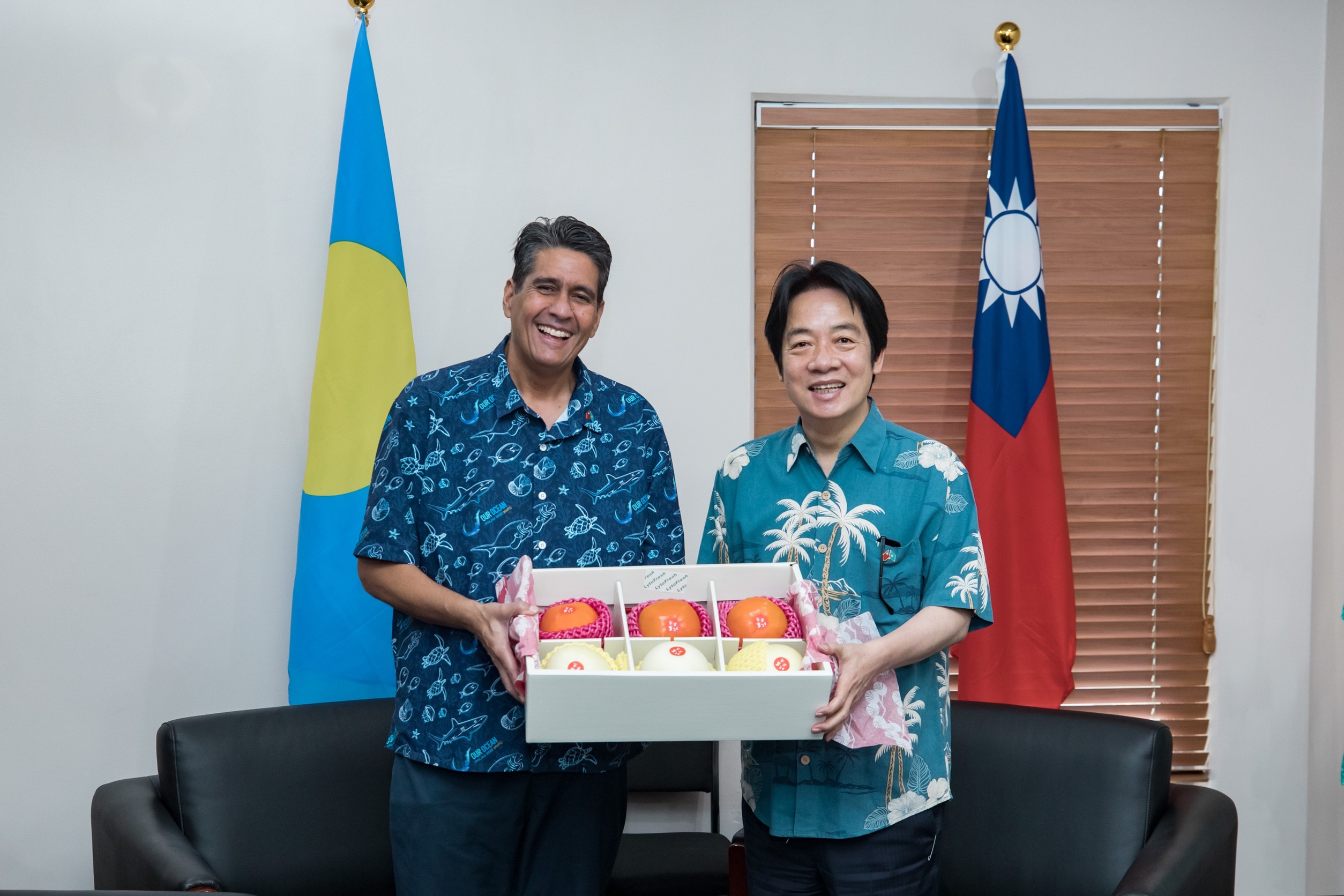
Лай обмінюється подарунками з президентом Палау Сурангелом Віппсом-молодшим (зліва) під час офіційного візиту до Палау в листопаді 2022

Коли Лай був віцепрезидентом, він був назначений особистим послом від Цай Інвень у Гондурас до інаугурації Сіомара Кастро у січні 2022. Після вбивства колишнього прем'єр-міністра Японії Шіндзо Абе, відправився приватним рейсом до Токіо, аби висловити співчуття; він став найвищим представником Тайваню, що відвідав Японію за останні 50 років. У листопаді 2022, Лай очолив делегацію представників туристичних агентств та промислових асоціацій Тайваня до Палау для заохочення співробітництва між країнами.
У листопаді 2022, президент Цай Інвень пішла з посади голови ДПП після значної поразки партії у місцевих виборах. Лай офіційно подав заявку на участь у виборах нового голови партії у грудні. Лай був єдиним кандидатом у виборах, тож став новим головою ДПП у 2023. У березні 2023, Лай був єдиним кандидатом у праймеріз ДПП до президентських виборів 2024 року, та він був офіційно висунутий як кандидат у президенти у квітні.
21 листопада 2023, Лай формально зареєструвався як кандидат у Центральній виборчій комісії разом із віцекандидаткою Сяо Бі-Кхім.